# Palpomyia kirgizica
Palpomyia kirgizica är en tvåvingeart som beskrevs av Glukhova 1979. Palpomyia kirgizica ingår i släktet Palpomyia och familjen svidknott. Inga underarter finns listade i Catalogue of Life.